# Monte San Pietrangeli

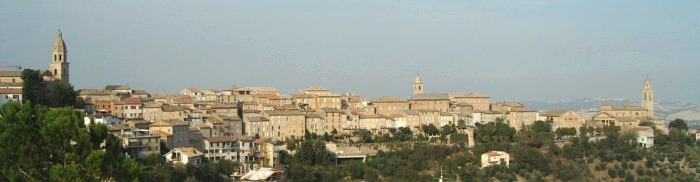
Panorama von Monte San Pietrangeli

Monte San Pietrangeli (im lokalen Sprachgebrauch: Monsampietro) ist eine italienische Gemeinde (comune) in der Provinz Fermo in den Marken. Die Gemeinde liegt etwa 12 Kilometer nordwestlich von Fermo und grenzt unmittelbar an die Provinz Macerata.

## Geschichte
Als kleines Dorf mit dem Namen Petraia war der Ort schon in Frühzeiten bekannt. Im 9. und 10. Jahrhundert stand der Ort unter der Herrschaft des Herzogtums Spoleto. 1537 kam dann der heutige Name auf Grund eines Wunsches von Papst Paul III. zustande. 1808 wurde die Gemeinde Teil der Provinz Macerata. Mit der Einheit Italiens war sie dann Teil der Provinz Ascoli Piceno, um dann 2005/2009 in die neugeschaffene Provinz Fermo überzugehen.

## Söhne und Töchter der Gemeinde
- Romolo Murri (1870–1944), Priester und Politiker
- Andrea Sassetti (* 1960), Unternehmer und Formel-1-Rennstallbesitzer (Andrea Moda Formula)